# Chilecomadiinae
De Chilecomadiinae vormen een onderfamilie van vlinders uit de familie van de Houtboorders (Cossidae). De wetenschappelijke naam van deze onderfamilie is voor het eerst gepubliceerd door Johan Willem Schoorl in 1990.

## Geslachten
(Tussen haakjes het aantal soorten binnen het geslacht)
- Chilecomadia Dyar, 1937 (2)
- Miacorella Penco, Yakovlev & Naydenov, 2020 (1)
- Rhizocossus Clench, 1958 (1)